# شیدی گروو، شهرستان مکینتاش، اکلاهما
شیدی گروو (به انگلیسی: Shady Grove) یک منطقهٔ مسکونی در ایالات متحده آمریکا است که در شهرستان مک‌اینتاش، اکلاهما واقع شده‌است. شیدی گروو ۱۹۹ نفر جمعیت دارد.